# Melanargia atropos
Melanargia atropos är en fjärilsart som beskrevs av Jacob Hübner 1798. Melanargia atropos ingår i släktet Melanargia och familjen praktfjärilar. Inga underarter finns listade i Catalogue of Life.